# Ilja Kabakow
Ilja Iosifowicz Kabakow (ros. Илья́ Ио́сифович Кабако́в, ur. 30 września 1933 w Dniepropetrowsku, zm. 27 maja 2023) – rosyjski artysta rysownik, autor instalacji i environments.
W latach 1951–1957 studiował w Państwowym Instytucie Sztuk Pięknych w Moskwie, w latach 50. i 60. był ilustratorem, 1970-1978 tworzył albumy rysunkowe. W latach 1978–1982 wykonał wiele wielkoformatowych obrazów inspirowanych sztuką socrealizmu, później zajął się tworzeniem głównie konceptualistycznych environments i instalacje (np. Czerwony pawilon z 1993), od 1992 mieszka w Nowym Jorku. Jest uważany za jednego z czołowych przedstawicieli rosyjskiego konceptualizmu.

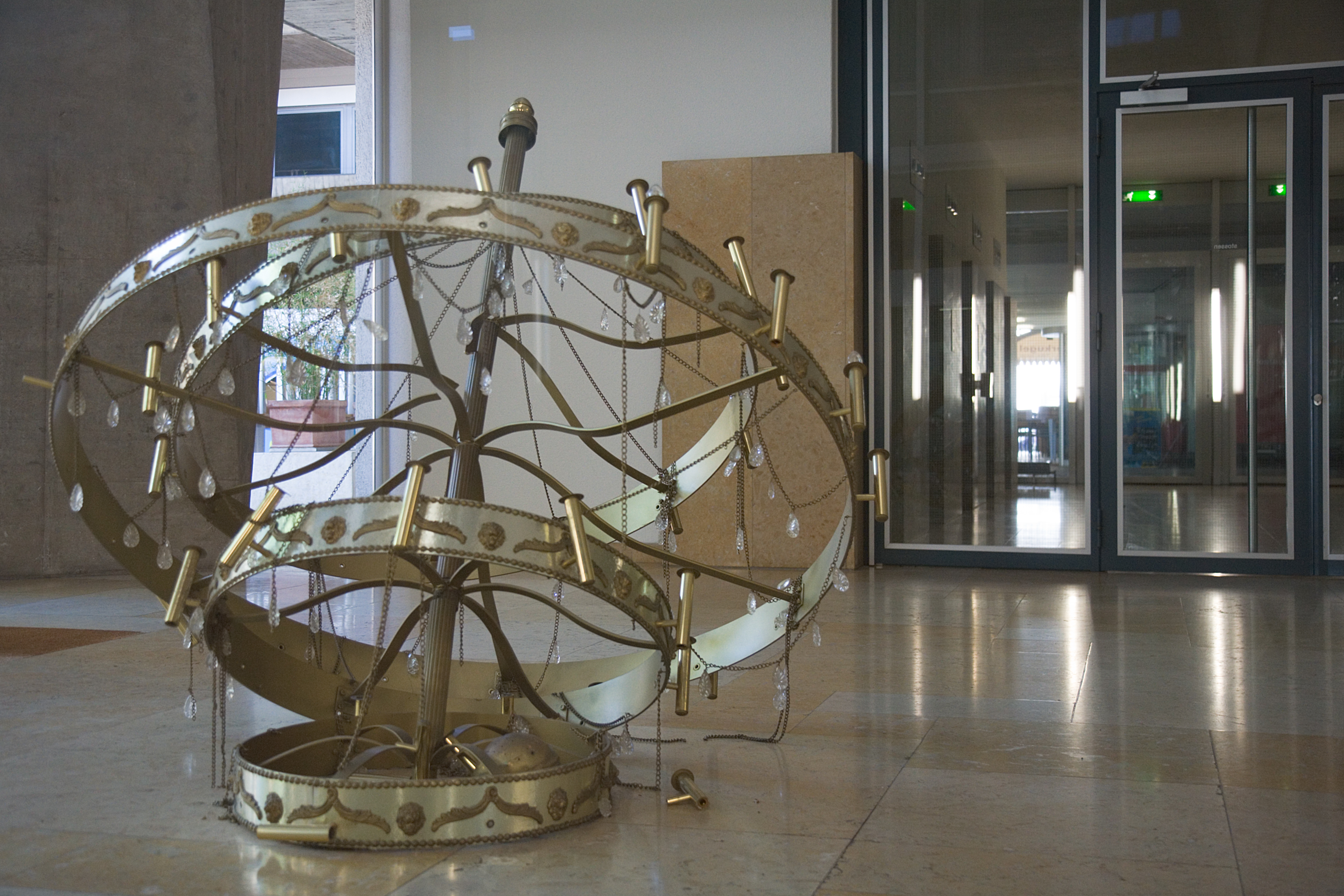
The Fallen Chandelier

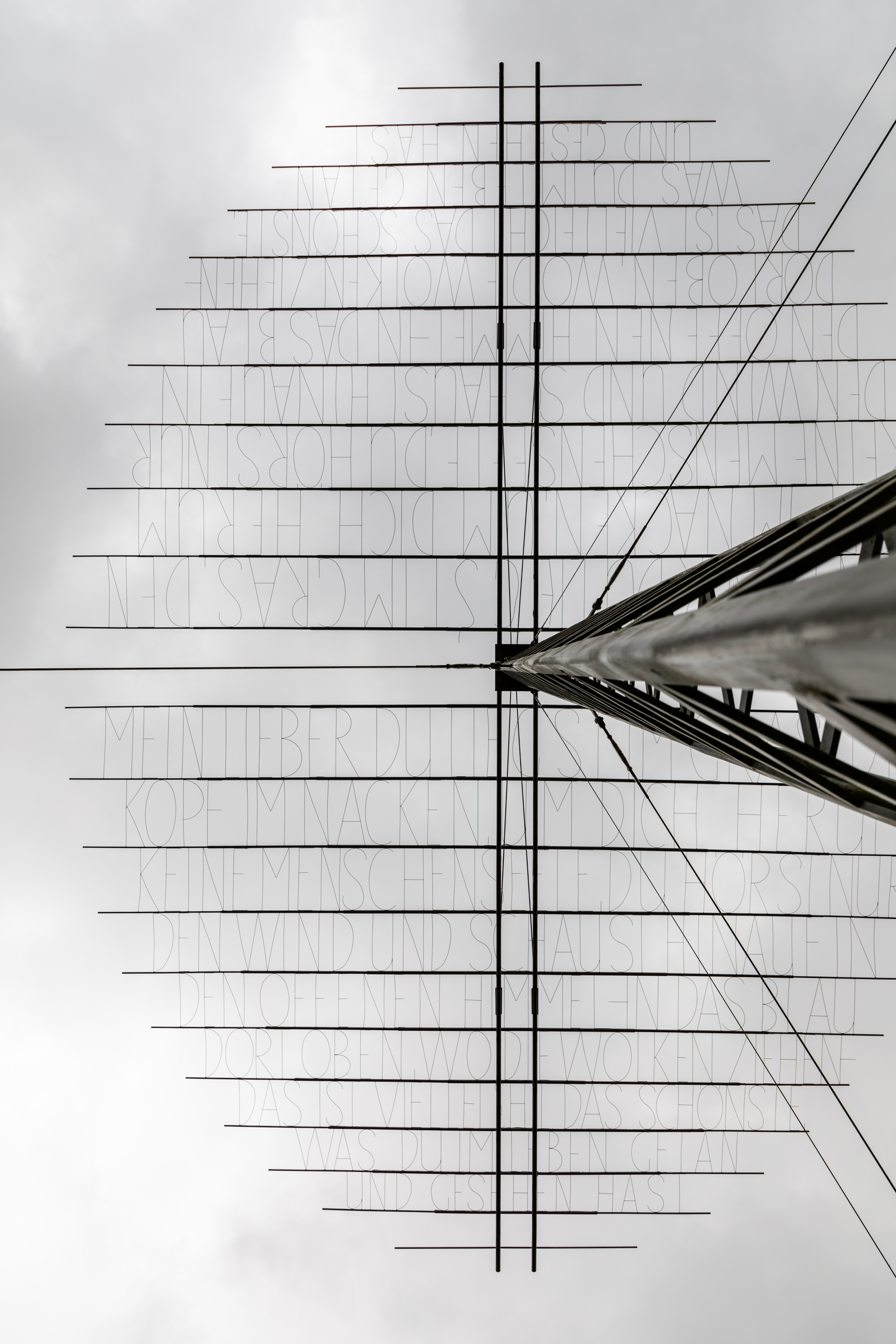
Instalacja autorstwa Kabakowa